# Hispanos y latinos (Estados Unidos)
Los hispanos y latinos son aquellas personas en Estados Unidos que, según las autoridades de ese país, hablan español o tienen un trasfondo cultural, ascendencia u origen familiar en Hispanoamérica o España y se identifican como tal. Forman un grupo étnico, con independencia de su identidad racial. Quienes integran este grupo, en su mayoría, se identifican por su país de origen (51 %) o mediante las denominaciones «hispano» (33 %) o «latino» (14 %). En 2020, la Oficina del Censo de los Estados Unidos estimó que cerca de 65,3 millones de personas formaban parte de este grupo demográfico. Ambos términos son usados para referirse a una identidad que desde el comienzo cuenta con un componente político basado en una construcción social.
Este grupo étnico históricamente ha sido objeto de actitudes y prácticas racistas en Estados Unidos, situación que se mantiene hasta el presente.  Tras la anexión forzosa de amplios territorios mexicanos por parte de Estados Unidos en 1848, el término Mexican adquirió connotaciones despectivas en amplios sectores de la sociedad estadounidense y se utilizó para estigmatizar a los habitantes de origen mexicano en el suroeste del país, incluso si eran originarios de los territorios cedidos por México. En la segunda mitad del siglo XIX, muchas personas originarias de los territorios cedidos por México -como California, Texas, Arizona o Nuevo México- comenzaron a autodefinirse como «hispanoamericanos» o «latinoamericanos». Ya en el siglo XX, estos términos pasaron a utilizarse en contextos oficiales y comunitarios con el fin de superar el estigma asociado a lo mexicano y englobar identidades más amplias y culturalmente neutrales. Ambos términos tienen su origen en el siglo XIX, cuando comenzaron a difundirse en el mundo hispanohablante como expresiones de identidad cultural y regional. En Estados Unidos, estas denominaciones fueron adoptadas, utilizadas como sinónimos y abreviadas en las formas «hispano» y «latino», respectivamente, y ganaron difusión a través de artículos de prensa y obras literarias que reivindicaban la pertenencia a Latinoamérica y la noción de una «raza latina» compartida.
Actualmente, en Estados Unidos, ambos términos, «hispano» y «latino», tienen el mismo significado según las autoridades de dicho país, incluyendo los pocos casos de personas procedentes de países de América Latina no hispanohablantes, como Brasil. En cambio, en el mundo hispanohablante, son abreviaciones de hispanoamericano y latinoamericano, respectivamente. Sin embargo, en el lenguaje popular y en buena parte de la literatura académica, se emplean como sinónimos cuando se hace referencia a los pueblos de habla española o con herencia cultural hispánica en América Latina. Algunos autores, especialmente desde una perspectiva cultural conservadora, han cuestionado el uso indiscriminado del término «latino», al considerar que invisibiliza el componente cultural y lingüístico hispánico.
En líneas generales, se considera la ascendencia, el país de proveniencia o el país de origen de sus padres o antepasados como factores para que un ciudadano estadounidense pueda catalogarse como perteneciente a esta categoría demográfica, y quienes son parte de ella pueden ser de cualquier grupo étnico, puesto que los países latinoamericanos se componen de comunidades de eurodescendientes de la época colonial (en este caso portugueses y españoles), de pueblos indígenas americanos, de afrodescendientes, de comunidades descendientes de inmigrantes llegados de Europa, Oriente Medio y Asia Oriental después de la independencia; y también de grupos mestizos y multiétnicos que se interrelacionaron entre todas estas comunidades ya mencionadas.
Como única categoría étnica específicamente designada en Estados Unidos, los hispanos y latinos forman una pan-etnia que incorpora una diversidad de herencias culturales y lingüísticas interrelacionadas, siendo el uso de las lenguas española y portuguesa la más importante de todas. La mayoría de los hispanos y latinos estadounidenses son de origen mexicano, puertorriqueño, cubano, salvadoreño, dominicano, colombiano, guatemalteco, hondureño, ecuatoriano, peruano, venezolano o nicaragüense. El origen predominante de las poblaciones hispanas y latinas regionales varía ampliamente en diferentes lugares del país. En 2012, los hispanoamericanos fueron el segundo grupo étnico de mayor crecimiento porcentual en Estados Unidos, después de los asiáticos.[cita requerida]
Los hispanos multirraciales (mestizos) de ascendencia indígena y española son el segundo más antiguo de los grupos étnicos estadounidenses (después de los nativos americanos) que habitan gran parte de lo que hoy es Estados Unidos. España colonizó grandes zonas de lo que hoy es el suroeste y la costa oeste de Estados Unidos, así como Florida. Sus posesiones incluían las actuales California, Texas, Nuevo México, Nevada, Utah, Arizona y Florida, que formaban parte del Virreinato de Nueva España, con sede en Ciudad de México. Posteriormente, este vasto territorio pasó a formar parte de México tras su independencia de España en 1821 y hasta el final de la invasión estadounidense en 1848. Los inmigrantes hispanos en el área metropolitana de Nueva York/Nueva Jersey proceden de un amplio espectro de países hispanos.

## Origen del término

### Antecedentes históricos

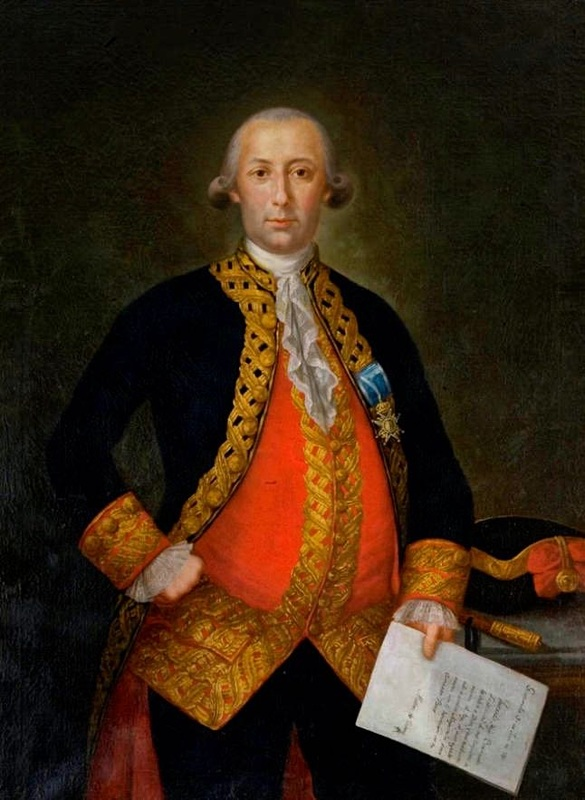
Bernardo de Gálvez, virrey de Nueva España (1785-1786), gobernador de La Luisiana (1776-1785), héroe de la batalla de Pensacola y ciudadano honorífico de EE. UU.

La presencia de españoles en el actual territorio de Estados Unidos se remonta al siglo XVI, precediendo al resto de países europeos, inmediatamente después de los amerindios. El primer desembarco oficial europeo fue el de Juan Ponce de León quien fue el primer gobernador de Puerto Rico, y es el que descubrió Florida, en 1513.
En 1535, el Imperio español estableció el Virreinato de Nueva España, que abarcaba territorios en los actuales Estados Unidos, Centroamérica y su periferia, y que permanecería hasta 1821, cuando se declaró la independencia de México y de la actual República Dominicana, terminando definitivamente el dominio español en América en 1898, al finalizar la guerra hispano-estadounidense.
Después de terminada la Segunda Guerra Mundial, numerosos países atravesaron por períodos de crisis económicas, por lo que pasaron de ser países que recibían inmigrantes, a generar una población que, al no encontrar posibilidades de desarrollo económico en sus lugares de origen, inició un proceso cada vez más creciente de emigración, con principal destino hacia los EE. UU.
Con la llegada de inmigrantes, se hizo patente en los EE. UU. la necesidad de definir la identidad de estas personas. Habitualmente se había procedido en estos casos a recurrir a la nacionalidad o el origen étnico (ingleses, irlandeses, alemanes, italianos, chinos, japoneses, negros, etc.), pero en el caso de los inmigrantes españoles, mexicanos, centroamericanos, sudamericanos y caribeños ello era imposible pues estos no tenían una característica racial distintiva por proceder generalmente de países donde habían coexistido varios grupos humanos con distintos orígenes; generalmente lo único que tenían en común era su lengua (español o portugués). En el momento de convertirse en ciudadanos de los EE. UU., llamarles "latinoamericanos" podía resultar confuso.
Debido a que en el mundo angloparlante el gentilicio American se utiliza para los ciudadanos de los EE. UU. (en inglés no existe el gentilicio "estadounidense"), excluyendo generalmente a los demás habitantes del continente americano, al referirse a estos suelen presentarse ciertas paradojas. Así, a un estadounidense descendiente de irlandeses (Irish) se le llama Irish American, y a uno que sea descendiente de pueblos de Oriente Medio (Middle Eastern) se le denomina Middle Eastern American. Cuando este es de ascendencia latinoamericana —según esta regla— sería necesario llamarle Latin American American; esto es doblemente americano, lo que resulta cacofónico, pero si se dice una sola vez sería Latin American (latinoamericano), siendo claro que se refiere a cualquier persona de Latinoamérica. Esta redundancia, por tener que mencionar que es americano (en tanto nacido en un país latino de América) y repetir que es "americano" (pero ya como ciudadano de los EE. UU.), al ser poco sensata requirió una solución: se optó por llamarle solamente «latino», apócope de «latinoamericano», palabra tomada de la lengua española.[cita requerida]
En la segunda mitad del siglo XX, Latino se convirtió en el término acrítico y coloquial para referirse puntualmente a cualquier estadounidense con ancestros en Latinoamérica. Este término tiene una gran difusión y aceptación entre la población anglohablante para referirse a la mayoría de las naciones americanas al sur de dicho país. Asimismo, cabe destacar que son latinos, los españoles al igual que los portugueses, los franceses, los belgas, los italianos, los rumanos, por ser parte de los pueblos latinos de Europa de segunda generación.
Los ciudadanos de los EE. UU. con ancestros de otros países de América en donde no se emplean lenguas romances (Aruba, Belice, Jamaica), son catalogados generalmente como «caribeños» (Caribbean) o «antillanos» (West Indian) más que «latinos», pues no hablan ni español ni portugués, ni están influenciados por dichas culturas. Incluso las personas de la Guayana Francesa, Haití y las Antillas Francesas (que emplean el francés) se consideran a sí mismas más cercanas culturalmente al Caribe anglohablante que los latinos. Esto, como se dijo anteriormente es que la relación de estos países francófonos con los otros se da por el idioma, pero no por aspectos étnicos y culturales.
Debido a que en lengua inglesa la palabra Latino puede referirse indistintamente al género masculino o femenino, es frecuente que los anglohablantes tengan el concepto de Latino como femenino. Aquellos que conocen la morfología de la lengua española emplean el femenino Latina.

## Demografía

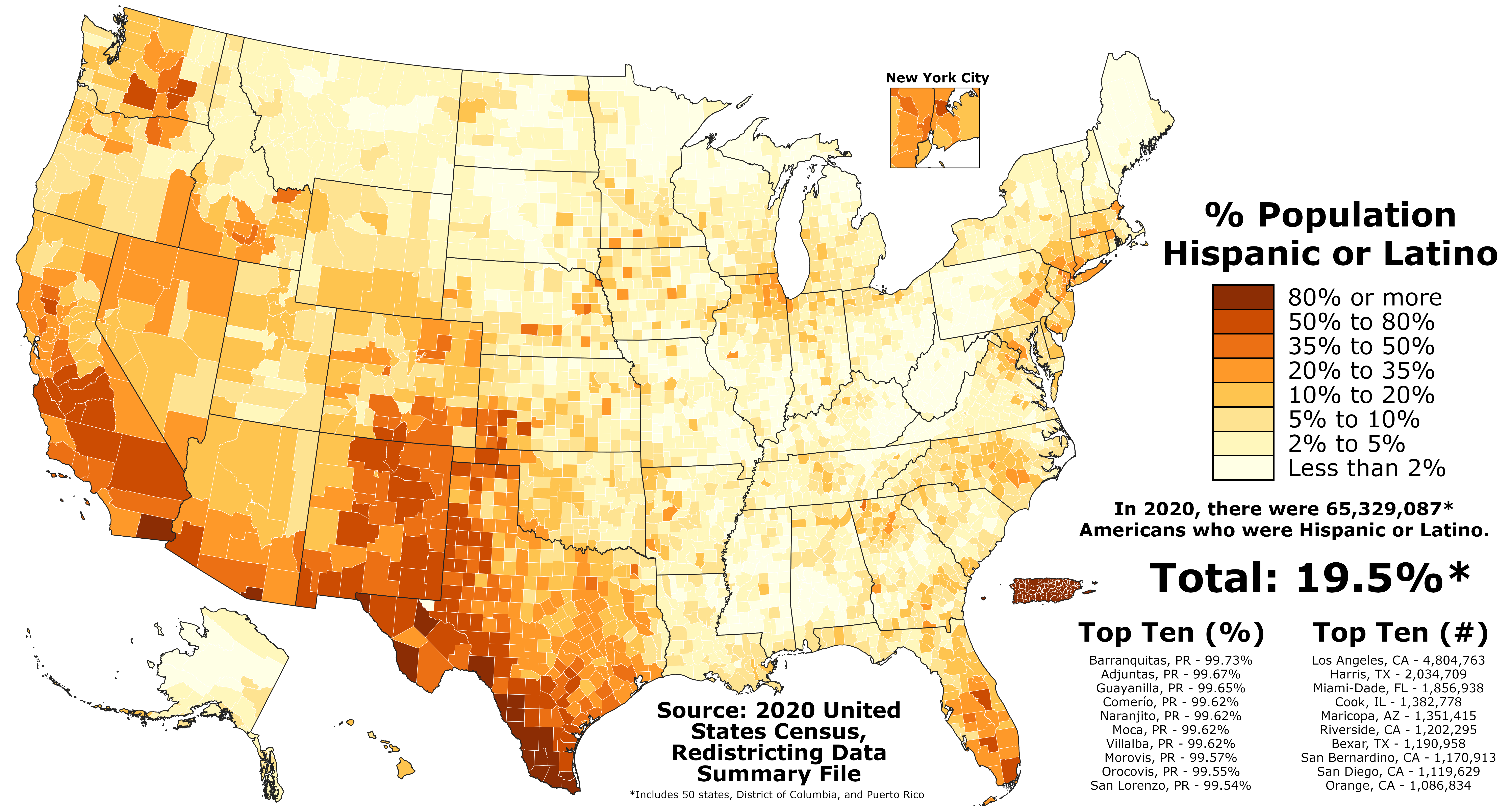
Proporción de hispanos y latinos en cada condado de los cincuenta Estados, el Distrito de Columbia y Puerto Rico según el censo de Estados Unidos de 2020.

Para 2020 había aproximadamente 62–65 millones de personas de ascendencia latina o hispana en Estados Unidos, cerca de 19–20% de la población estadounidense. Los estados con mayor número de latinos son: California, Florida y Texas. [cita requerida] En tanto que las ciudades con mayor número de latinos son Nueva York, Los Ángeles, Chicago, Houston y Phoenix.[cita requerida]
Aunque el censo de Estados Unidos define la categoría "Hispanic or Latino" como personas de origen español o de países hispanoamericanos en América Latina, y no incluye a los brasileños ni a otros países no hispanohablantes, una minoría de personas procedentes de estos países sudamericanos se incluye en la subcategoría “Other South American” cuando los encuestados se autodefinen como hispanos o latinos. En el año 2023, esta subcategoría sumó 34.467 personas, lo que representa aproximadamente el 0,67 % del total de latinos de origen sudamericano.
| países                   | número     | % del total hispano o latino 65.140.277 | % respecto a la población no hispana o latina 269.774.619 | % del total de Estados Unidos 334.914.896 |
| Mexicanos                | 37,991,500 | 58.32%                                  | 14.08%                                                    | 11.34%                                    |
| Puertorriqueños          | 5,840,782  | 8.97%                                   | 2.17%                                                     | 1.74%                                     |
| Cubanos                  | 2,568,036  | 3.94%                                   | 0.95%                                                     | 0.77%                                     |
| Dominicanos              | 2,398,009  | 3.68%                                   | 0.89%                                                     | 0.72%                                     |
| Costarricenses           | 182,981    | 0.28%                                   | 0.07%                                                     | 0.05%                                     |
| Guatemaltecos            | 2,017,281  | 3.10%                                   | 0.75%                                                     | 0.60%                                     |
| Hondureños               | 1,373,620  | 2.11%                                   | 0.51%                                                     | 0.41%                                     |
| Nicaragüenses            | 602,502    | 0.92%                                   | 0.22%                                                     | 0.18%                                     |
| Panameños                | 243,172    | 0.37%                                   | 0.09%                                                     | 0.07%                                     |
| Salvadoreños             | 2,619,946  | 4.02%                                   | 0.97%                                                     | 0.78%                                     |
| Otro centroamericano     | 29,469     | 0.05%                                   | 0.01%                                                     | 0.01%                                     |
| Bolivianos               | 148,726    | 0.23%                                   | 0.06%                                                     | 0.04%                                     |
| Chilenos                 | 219,753    | 0.34%                                   | 0.08%                                                     | 0.07%                                     |
| Colombianos              | 1,628,927  | 2.50%                                   | 0.60%                                                     | 0.49%                                     |
| Ecuatorianos             | 943,885    | 1.45%                                   | 0.35%                                                     | 0.28%                                     |
| Paraguayos               | 30,721     | 0.05%                                   | 0.01%                                                     | 0.01%                                     |
| Peruanos                 | 807,601    | 1.24%                                   | 0.30%                                                     | 0.24%                                     |
| Uruguayos                | 71,623     | 0.11%                                   | 0.03%                                                     | 0.02%                                     |
| Venezolanos              | 903,153    | 1.39%                                   | 0.33%                                                     | 0.27%                                     |
| Otro sudamericano        | 34,467     | 0.05%                                   | 0.01%                                                     | 0.01%                                     |
| Españoles (de España)    | 946,790    | 1.45%                                   | 0.35%                                                     | 0.28%                                     |
| Español (genérico)       | 920,760    | 1.41%                                   | 0.34%                                                     | 0.27%                                     |
| Hispanoamericano         | 15,350     | 0.02%                                   | 0.01%                                                     | 0.00%                                     |
| Otros hispanos o latinos | 2,270,324  | 3.49%                                   | 0.84%                                                     | 0.68%                                     |

La revista estadounidense Latina Magazine publicó el 7 de febrero de 2011 las estadísticas sobre la mujer latina. Actualmente las latinas tienen menos tasas de exámenes médicos tanto en la mamografía y la prueba de Papanicolaou que las no latinas blancas y negras. Un mayor porcentaje de las latinas (39 %) no tienen seguro médico, más que las mujeres de cualquier otro grupo racial o étnico, y más de una cuarta parte de las latinas viven en la pobreza. Aproximadamente el 50 % de los embarazos entre las latinas no son planificados, y casi la mitad de estos embarazos terminan en aborto. Y los latinos contraen tres veces más el VIH que los no latinos.
A continuación una tabla que muestra el número de latinos que había en Estados Unidos en el 2005 (según el American Community Survey) y en el 2000 (según el censo poblacional).

### Porcentaje de hispanos por estado

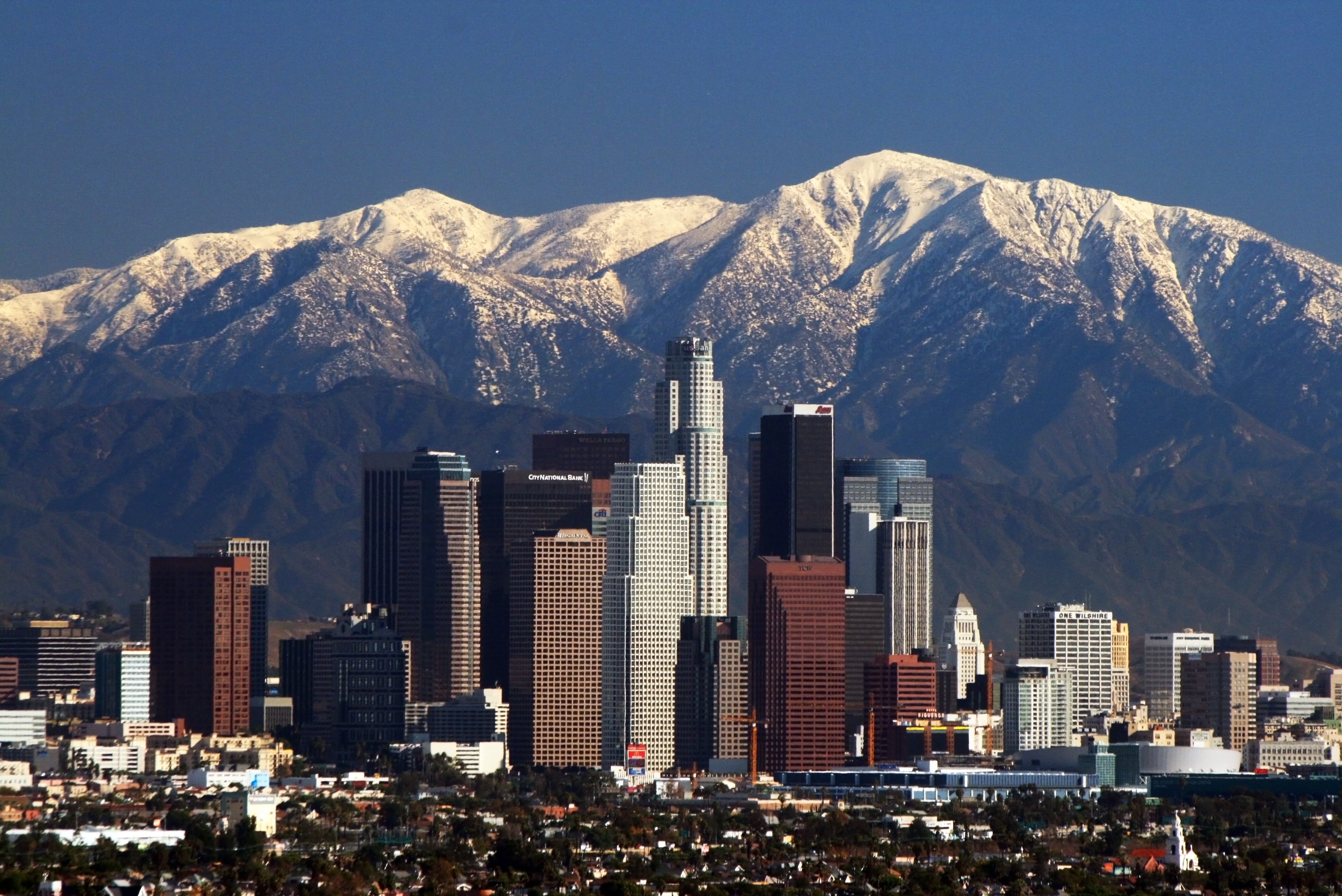
Los Ángeles (California), la segunda ciudad más extensa de Estados Unidos después de Nueva York, es la que concentra más hispanos en un país cuya primera lengua común no es el español.

Distribución de los hispanos en los EE. UU. en el Censo de 2000.

Distribución de los hispanos en los EE. UU. en el Censo de 2010.

Cambio porcentual en la población hispana o latina por condado: 2000 a 2010.

Origen de los grupos hispanos más grandes detalladamente por estado: 2010.

Población hispana o latina como porcentaje total de la población por condado: 2010.

Nota: La siguiente tabla contiene los datos oficiales del Censo de Estados Unidos de 2010 por lo que no debe ser modificada
Cabe notar que no toda la población hispana en Estados Unidos habla español. Esta tabla contiene el número de hispanos, no de hispanohablantes.
| Estado/territorio    | Población                   | %      | Crecimiento 2000-2010 |
| -------------------- | --------------------------- | ------ | --------------------- |
| Puerto Rico          | 3 688 455                   | 99 %   | -1 %                  |
| Nuevo México         | 953 403                     | 48,3 % | 24,6 %                |
| California           | 14 013 719                  | 39,0 % | 27,8 %                |
| Texas                | 9 460 921                   | 37,6 % | 41,8 %                |
| Arizona              | 1 895 149                   | 30,6 % | 46,3 %                |
| Nevada               | 716 501                     | 26,5 % | 81,9 %                |
| Florida              | 4 223 806                   | 22,5 % | 57,4 %                |
| Colorado             | 1 038 687                   | 20,7 % | 41,2 %                |
| Nueva Jersey         | 1 555 144                   | 17,7 % | 39,2 %                |
| Nueva York           | 3 416 922                   | 17,6 % | 19,2 %                |
| Illinois             | 2 027 578                   | 15,8 % | 32,5 %                |
| Connecticut          | 479 087                     | 13,4 % | 49,6 %                |
| Utah                 | 358 340                     | 13 %   | 77,8 %                |
| Rhode Island         | 130 655                     | 12,4 % | 43,9 %                |
| Oregón               | 450 062                     | 11,7 % | 63,5 %                |
| Idaho                | 175 901                     | 11,2 % | 73 %                  |
| Washington           | 755 790                     | 11,2 % | 71,2 %                |
| Kansas               | 300 042                     | 10,9 % | 59,4 %                |
| Massachusetts        | 627 654                     | 9,6 %  | 46,4 %                |
| Nebraska             | 167 405                     | 9,2 %  | 77,3 %                |
| Distrito de Columbia | 54 749                      | 9,1 %  | 21,8 %                |
| Oklahoma             | 332 007                     | 8,9 %  | 85,2 %                |
| Wyoming              | 50 231                      | 8,9 %  | 58,6 %                |
| Hawái                | 120 842                     | 8,9 %  | 37,8 %                |
| Georgia              | 853 689                     | 8,8 %  | 96,1 %                |
| Carolina del Norte   | 800 120                     | 8,4 %  | 111,1 %               |
| Delaware             | 73 221                      | 8,2 %  | 96,4 %                |
| Maryland             | 470 632                     | 8,2 %  | 106,5 %               |
| Arkansas             | 186 050                     | 6,4 %  | 114,2 %               |
| Indiana              | 389 707                     | 6 %    | 81,7 %                |
| Wisconsin            | 336 056                     | 5,9 %  | 74,2 %                |
| Pensilvania          | 719 660                     | 5,7 %  | 82,6 %                |
| Alaska               | 39 249                      | 5,5 %  | 51,8 %                |
| Carolina del Sur     | 235 682                     | 5,1 %  | 147,9 %               |
| Iowa                 | 151 544                     | 5 %    | 83,7 %                |
| Virginia             | 631 825                     | 4,7 %  | 91,7 %                |
| Minnesota            | 250 258                     | 4,7 %  | 75,5 %                |
| Tennessee            | 290 059                     | 4,6 %  | 134,2 %               |
| Míchigan             | 436 358                     | 4,4 %  | 34,7 %                |
| Luisiana             | 192 560                     | 4,2 %  | 78,7 %                |
| Alabama              | 185 602                     | 3,9 %  | 144,8 %               |
| Misuri               | 212 470                     | 3,5 %  | 79,2 %                |
| Ohio                 | 354 674                     | 3,1 %  | 63,4 %                |
| Kentucky             | 132 836                     | 3,1 %  | 121,6 %               |
| Montana              | 28 565                      | 2,9 %  | 58 %                  |
| Nuevo Hampshire      | 36 704                      | 2,8 %  | 79,1 %                |
| Dakota del Sur       | 22 119                      | 2,7 %  | 102,9 %               |
| Misisipi             | 81 481                      | 2,7 %  | 105,9 %               |
| Dakota del Norte     | 13 467                      | 2 %    | 73 %                  |
| Vermont              | 9208                        | 1,5 %  | 67,3 %                |
| Maine                | 16 935                      | 1,3 %  | 80,9 %                |
| Virginia Occidental  | 22 268                      | 1,2 %  | 81,4 %                |
| Total                | 50 477 594 54 166 049 (+PR) | 16,3 % | 43 %                  |

#### La nueva mayoría hispana de Nuevo México
En el Estado de Nuevo México, el 1 de julio de 2004 la población de origen hispano pasó a ser mayoritaria. Ésta es una mayoría consolidada al formar los hispanos la comunidad de mayor incremento poblacional. Una situación semejante no se había dado desde 1850, dos años después de que Nuevo México fuera anexionado por Estados Unidos.
La Comisión de Derechos Civiles de los EE. UU. reconoce que en 1912 "los neomexicanos tuvieron éxito a la hora de proteger su herencia, insertando provisiones en su Constitución que hacen del español una lengua oficial igual que el inglés".
| Año                                                              | Hispanos | Blancos | Negros | Amerindios | Asiáticos | De las islas del Pacífico | Dos o más razas |
| ---------------------------------------------------------------- | -------- | ------- | ------ | ---------- | --------- | ------------------------- | --------------- |
| 2007                                                             | 874.688  | 833.933 | 41.794 | 169.616    | 24.555    | 1.358                     | 23.971          |
| 2006                                                             | 860.688  | 836.006 | 36.416 | 173.860    | 23.143    | 1.315                     | 23.171          |
| 2005                                                             | 843.223  | 828.273 | 35.270 | 173.258    | 22.438    | 1.283                     | 22.240          |
| 2004                                                             | 827.088  | 822.851 | 34.472 | 171.970    | 21.621    | 1.249                     | 21.369          |
| 2003                                                             | 812.756  | 818.417 | 33.364 | 170.350    | 20.872    | 1.197                     | 20.642          |
| Fuente: Oficina del Censo de Estados Unidos, 17 de mayo de 2007. |          |         |        |            |           |                           |                 |

#### La nueva mayoría hispana de California
A principios del año 2013, la población blanca no hispana de Estados Unidos se equiparó a la población hispana, siendo ambas un 39 % del total de la población del estado. Se estima que California pasará a tener a finales del año 2013 y principios de 2014 una mayoría de población hispana. Según las proyecciones del propio estado, en 2020, los hispanos representarán el 40,7 % de la población y los blancos no hispanos formarán el 36,6 % y En 2030, la población será 43,9 % hispana y 34,1 % blanca no hispana.
En 2060, los hispanos constituirán el 48 % de la población contra el 30 % que representarán los blancos no hispanos.
California es el segundo estado de Estados Unidos de América donde los hispanos son el grupo racial o étnico más grande, después de Nuevo México. Los blancos no hispanos eran hasta ahora minoría en únicamente dos estados: Hawái y Nuevo México.
La sección 1632 del Código Civil de California reconoce el idioma español, de ahí que la ley Dymally-Alatorre sobre servicios bilingües, instituya un bilingüismo inglés-español, sin excluir necesariamente otras lenguas.

### Estadísticas sobre la población hispana

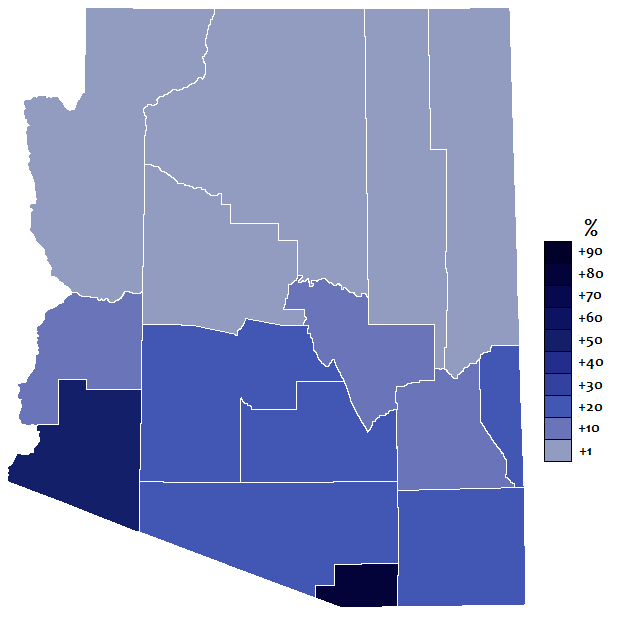
Extensión del castellano en Arizona (fuente).

Según los datos del censo de Estados Unidos de 2012, había 53 027 708 hispanos, el 17 % de la población de EE. UU., sin incluir la población de Puerto Rico ni los inmigrantes indocumentados hispanos, con lo que la cifra superaría los 60 millones de hispanos. Según el censo, sobre una población total de estadounidenses mayores de 5 años cifrado en 294 003 714 en el 2012, se estimaba que hablaban español en sus casas 38 325 155 personas, lo que equivale al 13 % de la población de Estados Unidos. De los estudios del U.S. Census Bureau, también se puede concluir, que en Estados Unidos cada vez se habla más español, pues en el 2000 solo lo hablaban en sus casas 28,1 millones, y en el 2012 lo hablaban 38,3 millones.
De los 37,6 millones que hablan español en sus casas en el 2011, 2,8 millones no son hispanos. Luego hay 34,8 millones de hispanos que hablan español en sus casas. Si había 52 millones de hispanos en 2011, los 17,2 millones de hispanos restantes, o son menores de 5 años, o hablan el español como segunda lengua, o solo hablan inglés u otra lengua.
Según un estudio del Centro Hispano Pew en 2011, el 82 % de los hispanos de Estados Unidos sabe hablar muy bien en español. Además, el 76 % tienen el español como primera lengua, de ellos, la mitad son bilingües español e inglés, y para la otra mitad el español es dominante. El 24 % restante tiene el inglés como lengua dominante sobre el español.
Texas, California y Nuevo México son los primeros Estados con más hablantes nativos de español, con un porcentaje próximo al 30 %, seguidos de Arizona, Florida y Nevada, con porcentajes superiores al 20 %, Nueva York y Nueva Jersey superan el 15 % e Illinois el 13,1 %. El porcentaje de hablantes nativos de castellano en las tres ciudades con más población de EE. UU. son, en Nueva York el 24,6 %, en Los Ángeles el 42,8 %, y en Chicago el 24,6 %. Hay ciudades donde holgadamente más de la mitad son nativos de español, en California en las ciudades de Baldwin Park, Downey, El Monte, Norwalk, Ontario, Oxnard, Pomona, Salinas, Santa María, en Nueva Jersey en la ciudad de Elizabeth, y en Florida en las ciudades de Kendall y Miami Beach. En las ciudades de Miami (Florida), Santa Ana (California) y El Paso (Texas), el porcentaje supera el 70 %.
También hay que señalar, que hay 7,8 millones de estudiantes de español en EE. UU., de entre los cuales, muchos no son de origen hispano.
En total, la cifra de hablantes de español como primera o segunda lengua, o como lengua extranjera, podría alcanzar los 50 millones de personas, que es más del 16 % de la población de EE. UU.

## Educación

### En Estados Unidos

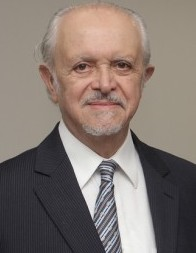
Mario Molina, Premio Nobel de Química en 1995 junto a Crutzen y Rowland.

Solo uno de cada diez hispanos de la alta deserción escolar tiene un GED (General Educational Development), considerado por muchos como la mejor "segunda oportunidad" camino a la universidad, la formación profesional y el servicio militar para los adultos que no se gradúan de la secundaria (high school). Por el contrario, dos de cada diez afroamericanos de alta deserción escolar y tres de cada diez blancos con tasas elevadas de abandono escolar tiene un GED, según un análisis del Pew Hispanic Center sobre los datos de logro educativo más recientes disponibles de la Oficina del Censo de 2008 sobre la Encuesta sobre la Comunidad Estadounidense.[cita requerida]
El nivel de acreditación relativamente bajo de GED entre los estudiantes hispanos de escuela secundaria que abandonan los estudios, es especialmente notable ya que los hispanos tienen una mayor tasa de deserción de la escuela secundaria que los afroamericanos o los blancos. Alrededor del 41 % de los hispanos adultos mayores de 20 años en Estados Unidos no tienen un diploma regular de escuela secundaria, comparado con el 23 % de los adultos afroamericanos y el 14 % de los adultos blancos.[cita requerida]
Entre los hispanos y latinos, existen diferencias significativas entre los nacidos en el extranjero y los nativos en cuanto a las tasas de la escuela secundaria y de acreditación del GED. El 52 % de los adultos latinos nacidos en el extranjero son de alta deserción escolar, en comparación con el 25 % de los nacidos en el país. Y entre los hispanos con fracaso escolar, el 21 % de los nativos tienen un GED, comparado con solo el 5 % de los nacidos en el extranjero.[cita requerida]
Este informe del Centro Hispano Pew también analiza los resultados del mercado laboral de los adultos hispanos en función de si dejaron la escuela secundaria y carecen de un GED, tienen un GED, o lleven al menos un diploma de escuela secundaria regular. Entre sus principales conclusiones está: A partir de 2008, los adultos hispanos con un GED tuvieron una tasa de desempleo superior a la de los adultos hispanos con un diploma de escuela secundaria, 9 % frente al 7 %. Sin embargo, los hispanos que trabajan a tiempo completo que tienen GED ganan casi lo mismo anualmente (33 504 dólares) que los hispanos que trabajan a tiempo completo y tienen un diploma de escuela secundaria (32 972 dólares).[cita requerida]

### En Canadá
En febrero de 2011 se publicó en Fox News Latino un estudio que examinó la alta tasa de deserción de Latinos en las escuelas de Toronto. Alrededor del 40 % de estos estudiantes –casi el doble del número de la población total– no terminan la escuela secundaria ni hablan bien el inglés. Cerca de 350 000 latinoamericanos se encuentran ahora en Canadá. La mayor concentración –un poco más de un tercio– se han asentado en Toronto. Pero algunos dicen que el sistema escolar de Canadá no estaba preparado para una afluencia repentina de los hablantes de español, que ahora ascienden a unos 5200.[cita requerida]
Rubén A. Gaztambide-Fernández, un profesor de la Universidad de Toronto, dijo que muchos de los estudiantes le contaron a los investigadores que los pocos recursos para hablantes del español, junto con el estrés económico han afectado su rendimiento. Los profesores y sus compañeros tenían estereotipos negativos acerca de ellos, y que se crean bajas expectativas. "En los EE.UU., dependiendo de donde uno viva, todos los estereotipos sobre los latinos tienden a ser malos, pero al menos hay apenas un puñado de estereotipos", dijo Gaztambide-Fernández "Lo que encontramos en Canadá es que todos asumen que porque son de América Latina, tienen que ser mexicanos. Y debido a que son mexicanos, que son pobres, vagos y que pertenecen a una pandilla. Eso es todo[...]Las únicas imágenes que muchos canadienses consumen sobre los latinoamericanos son las provenientes de las películas de Hollywood.[cita requerida]"

## Medios de comunicación

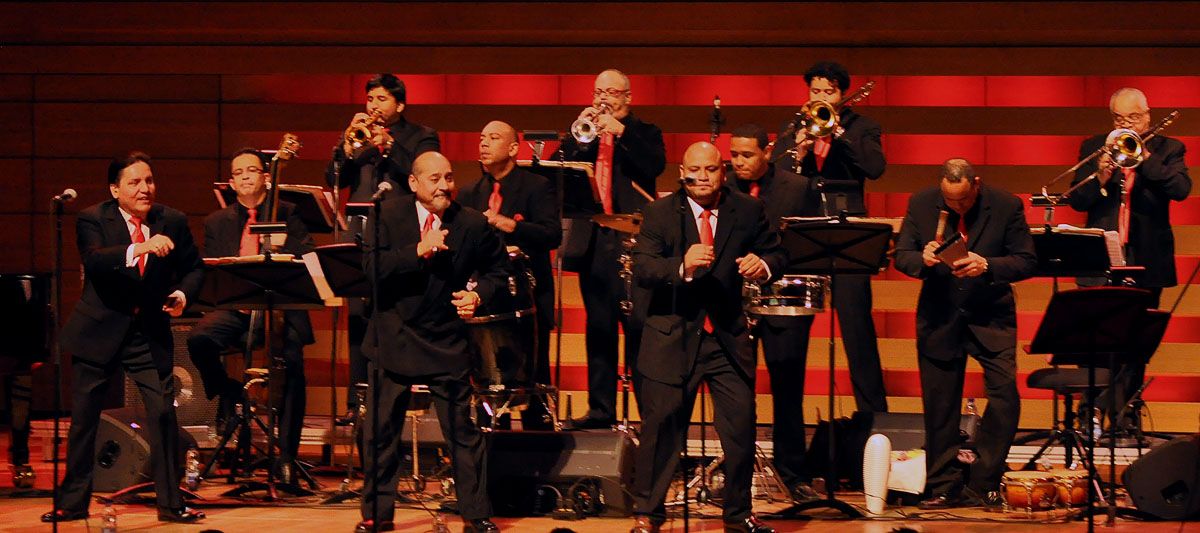
Orquesta de Harlem Hispano en Nueva York, la ciudad más poblada de Estados Unidos.

Los hispanos y latinos, y sus descendientes en Estados Unidos disponen de una amplia oferta de medios de comunicación destinados a ellos. En TV, destacan las cadenas Univisión y Telemundo y sus afiliadas. En prensa gráfica y digital, sobresalen los periódicos editados por el grupo Impremedia (que incluye La Prensa de Nueva York y La Opinión de California) y otras publicaciones como Al Día (en Dallas), La Voz de Houston (Houston) y La Voz (Arizona).
En Internet, algunos medios orientados a la comunidad hispana son MSN Latino (portal de MSN y Telemundo) y Voxxi, que se diferencia por proveer contenido en inglés ya que se orienta a los llamados latinos de segunda y tercera generación (hijos y nietos de inmigrantes).

### Redes de televisión
Los 14 canales de TV en español que más se ven en EE. UU. son los que figuran en la tabla:
| Puesto | Canal de TV                                                | % de alcance de hogares de EE. UU. | N.º de hogares que pueden verla | Año de fundación |
| ------ | ---------------------------------------------------------- | ---------------------------------- | ------------------------------- | ---------------- |
| 1      | Univisión                                                  | 55%                                | 63.580.000                      | 1961 *           |
| 2      | Telemundo                                                  | 52%                                | 60.112.000                      | 1954             |
| 3      | MundoFOX (cesó su emisión el 30 de noviembre de 2016)      | 49%                                | 56.664.000                      | 2012             |
| 4      | UniMÁS                                                     | 47%                                | 54.332.000                      | 2002 **          |
| =      | V-me                                                       | 47%                                | 54,332,000                      | 2007             |
| 6      | Estrella TV                                                | 41%                                | 47.396.000                      | 2009             |
| 7      | Azteca América                                             | 39%                                | 45.084.000                      | 2001             |
| 8      | LATV                                                       | 39%                                | 45.084.000                      | 2007             |
| 9      | Éxitos TV                                                  | 30%                                | 34.680.000                      |                  |
| 10     | CNN en español                                             | 16%                                | 18.496.000                      | 1997             |
| 11     | ZUUS Latino                                                | 13%                                | 15.028.000                      | 2009             |
| 12     | Inmigrante TV                                              | 12%                                | 13.872.000                      | 2010             |
| =      | Tele-Romántica                                             | 12%                                | 13.872.000                      | 2012             |
| 14     | SOiTV Archivado el 22 de junio de 2013 en Wayback Machine. | 24%                                | 27.408.000                      |                  |
| 15     | Mexicanal                                                  | 5%                                 | 5.780.000                       | 2005             |
| 16     | Mega TV                                                    | 5%                                 | 5.780.000                       | 1993 ***         |
| 17     | TV Venezuela [cita requerida]                              | 4%                                 | 4.500.000                       | 2012             |
| 18     | Tr3s                                                       | 3%                                 | 3.468.000                       | 1998             |
| 19     | Multimedios Television                                     | 2%                                 | 2.312.000                       |                  |

-* En 1961 se llamaba "Spanish International Network", a partir de 1986 Univisión.
-** De 2002 a 2013, se llamaba TeleFutura.
-*** A partir del 2006 es cuando se llama Mega TV.

#### Televisión abierta
Existen cuatro cadenas de televisión abierta clasificadas por orden de cantidad de telespectadores, según el National Hispanic Television Index de Nielsen, que mide el consumo televisivo en los hogares hispanos, en el periodo comprendido entre el 19 de septiembre de 2005 y el 20 de mayo de 2006:
- Univisión con un 29 % de cuota de pantalla, es la cadena preferida por los hispanos.

- Telemundo con un 10 % es la segunda.

- TeleFutura es la cuarta preferida por los hispanos con casi un 7 %, tras la cadena Fox en inglés que es la tercera.

- Azteca América es la décima preferida por los hispanos.

Además, podemos contabilizar más de 70 canales que se distribuyen por sistemas multicanal como el cable, el satélite o sistemas inalámbricos de diferentes países hispanoamericanos.

#### Televisión por cable (también disponible vía satélite)
Según datos del National Hispanic Television Index (NHTI) correspondientes a mayo de 2006, la proporción de hogares hispanos cableados que disponen de televisor es de un 70 %.
Entre las diez primeras ofertas de mayor penetración en los hogares hispanos que tienen acceso al cable, cuatro son las versiones en español de canales de TV en inglés, que son la CNN, Fox Sports, MTV y Discovery Channel.
Sin embargo una cadena mexicana, Galavisión, es la que mayor penetración tiene con un 79,8 % de los hogares hispanos que dispone de cable, seguido de la Fox Sports en español con un 48,5 %. La tercera y cuarta son bilingües (español e inglés): Mun2 con un 43,6 %, y MTV Tr3́s con alrededor del 40 %. La quinta es Canal Discovery (Discovery Channel) con un 36,1 % que pertenece a Discovery Networks que engloba a otros dos canales en español que son el Discovery Niños y el Discovery Viajar y Vivir. La sexta es la CNN en Español con un 35,5 % de los hogares hispanos con cable. Cine Latino es la séptima con un 34 %, Gol TV la octava con un 33 %, Canal Sur la novena con un 30,9 %. La décima es una conjunción de la TV Chile y la educativa Hispanic Information and Telecommunications Network.
- Últimos canales de TV en español que se han creado:

V-me, TuVisión y Nuestra Tele Noticias 24 Horas son los canales de TV por cable y satélite de más reciente creación, en el 2008. LAT TV se creó en el 2006 y TuVisión en el 2007, mientras que Nuestra Tele Noticias 24 Horas empezó a emitir su señal en Estados Unidos solo hasta el 2009 y luego de casi un año de emisiones en Hispanoamérica. Desde el 2007 emite CaribeVisión en Miami, Nueva York y Puerto Rico.
- Canales de TV españoles:

Entre los canales españoles que se pueden recibir por satélite, se encuentran TVE (Televisión española), Antena 3, Canal 24 Horas o Barça TV.

### Radio
La emisora de radio con más oyentes es Univisión Radio, seguidas de Hispanic Radio Network y Entravision Radio, pero además hay otras muchas emisoras en español:
Americans for Radio Diversity, Amor 107.5, El Cucuy, eRitmo.com, Estéreo Latino, Estéreo Sol, Frecuencia Latina, La Campeona, La Cubanísima, La Fantástica, La Favorita, La Ley 1079, La Ley 941, La Mega, La Mexicana, La Nueva, La Nueva Tropical, La Nueva 105.9, La Primerísima, La Tremenda, La Zeta, Latino Mix FM, Latino USA, Los Dudes.com, Radio Alerta, Radio América, Radio Avance, Radio Bilingüe, Radio Esperanza, Radio Fiesta, Radio Interativa FM, Radio Mambi La Grande, Radio Omega, Radio Única, Radio y Música, Ritmo Guanaco, Romance FM, Solo Para Mujeres, Stereo Fiesta, Super Estrella, Rhythm Radio, W Radio 690 AM.

### Prensa
La Opinión de California es el periódico en español más leído en EE. UU., seguido del diario El Nuevo Herald de Florida, y del Diario La Prensa de Nueva York, pero, además, hay multitud de periódicos en español en EE. UU.
En la siguiente lista, se enumeran algunos de los periódicos por estados:
| Estado               | Títulos |
| -------------------- | --- |
| Arizona              | Monitor Hispano, Prensa Hispana, La Voz (Arizona), La Estrella de Tucsón |
| California           | La Opinión, Bohemio News, El Mensajero (San Francisco), Impacto USA, El Latino, La Prensa de San Diego, Hispanos Unidos, El Observador (San José) |
| Carolina del Norte   | La Voz Independiente, El Progreso Hispano |
| Carolina del Sur     | Latino |
| Texas                | El Hispano (Texas) |
| Distrito de Columbia | Washington Hispanic |
| Florida              | El Nuevo Herald, La Prensa (Florida), Diario Las Américas, El Sol de la Florida |
| Georgia              | El Nuevo Georgia |
| Illinois             | La Raza (Chicago), El Puente, El Imparcial, Periódico Hoy |
| Kansas               | Dos Mundos (bilingüe) |
| Massachusetts        | El Vocero Hispano, Inc., El Mundo Boston, La Semana, Rumbo, Siglo 21 |
| Míchigan             | El Vocero Hispano |
| Nevada               | El Mundo (Las Vegas), Ahora (Reno) |
| Nuevo México         | El Paso Times (enlace roto disponible en Internet Archive; véase el historial, la primera versión y la última). |
| Nueva York           | El Diario La Prensa, Noticia Hispanoamericana, Hoy Nueva York, El Sol News, Wall Street Journal Americas , Hispayork , además de revistas como la de "Temas" (sobre la abogacía), "El Compás" (sobre cirugía estética y tratamiento capilar) o "Fútbol Mundial" (sobre fútbol) |
| Texas                | El Sol de Texas, El Hispano News, El Continental, Diario La Estrella, Rumbo, La Voz de Houston, El Clamor, Al Día, El Nuevo Heraldo, La Subasta, El Día (Houston), La Frontera                                                                                                 |

## Contribuciones notables

### Gobierno
Muchos hispanoamericanos en Estados Unidos tienen importantes posiciones en el Gobierno de Estados Unidos en todos los niveles, como en el Senado, en el gabinete de la Casa Blanca, en la Cámara de Representantes o cargos de gobernador. Algunos de estos políticos son: Alberto R. Gonzales (mexicano), antiguo fiscal general; los senadores Mel Martínez (cubano), Ken Salazar, Octaviano Larrazolo, Dennis Chávez, Joseph Montoya y Robert Menéndez. También tienen representación importante en la Cámara de Representantes: Joe Baca, Silvestre Reyes, Rubén Hinojosa, Linda Sánchez, John Salazar, etc.

### Gastronomía

Los tacos son un plato muy popular en México que consiste en una tortilla de maíz rellena.

La gastronomía hispana es conocida en todas las principales ciudades de Estados Unidos, ya que hay miles de restaurantes latinoamericanos con carteles en español ofreciendo platos típicos.
El alcance de los latinos en Estados Unidos ha hecho que las principales cadenas de comida rápida hayan adoptado menús con platos latinoamericanos, como es el caso de las tortillas y quesadillas mexicanas.

### Deportes
En el deporte también hay muchos hispanos y latinos (la mayoría latinoamericanos) que han destacado. Hay mucho atletas que han competido en las Grandes Ligas de Béisbol, incluyendo a Alex Rodríguez (dominicano) y miembros del Salón de la Fama del Béisbol como Lefty Gomez (mexicano) y Ted Williams (mexicano).
Óscar de la Hoya (mexicano) es campeón de boxeo o también se puede mencionar a Anthony Muñoz, que se encuentra en el salón de la fama de la National Football League, o a Tab Ramos. Se incluyen en esta categoría la leyenda del tenis Pancho Gonzales (mexicano) o los golfistas Juan "Chi-Chi" Rodríguez y Lee Trevino. Todos estos deportistas se han distinguido y han sobresalido en sus respectivos deportes. 

### Música y entretenimiento

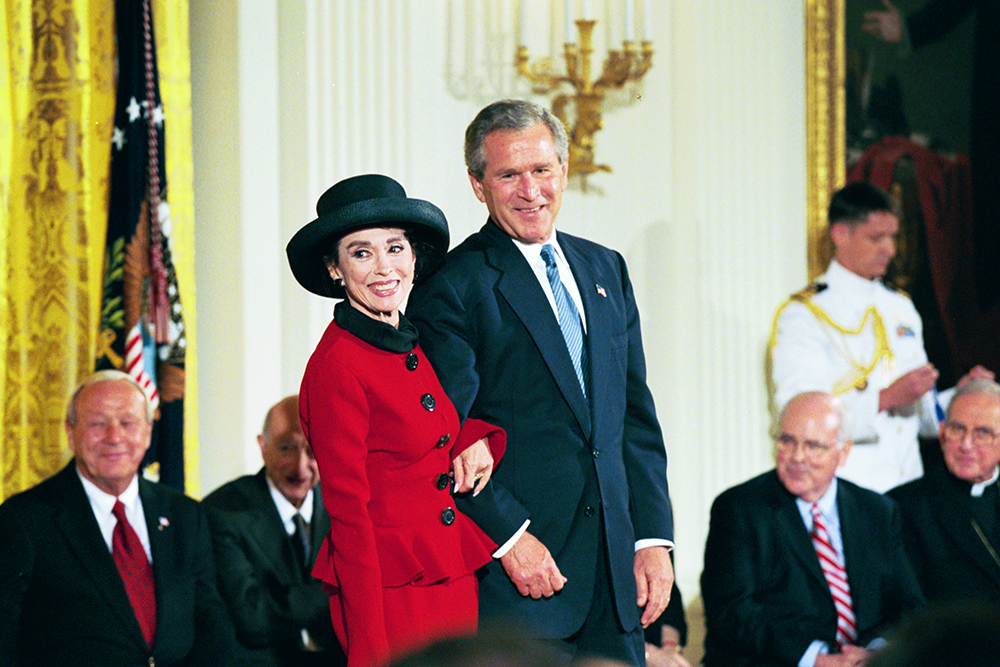
Rita Moreno, puertorriqueña, recibiendo la Medalla Presidencial de la Libertad (2004). Ganadora de los premios Tony, Óscar y Grammy.

Hay algunos músicos hispanos y latinos que han alcanzado gran fama internacional: Christina Aguilera (de ascendencia ecuatoriana), Julio Iglesias (español), Selena Gomez (mexicana), Ricardo Montaner (venezolano), José Luis Rodríguez, Selena (mexicana), Linda Ronstadt (mexicana), Marc Anthony (puertorriqueño), Shakira (colombiana), Ricky Martin (puertorriqueño), Joan Baez, Carlos Santana (mexicano), Gloria Estefan (cubana), Zack de la Rocha (mexicana), Sen Dog, B-Real, Sick Jacken y El Meswy (español). La música latina e hispana continúa siendo muy popular en Estados Unidos.
También hay destacados actores, actrices y artistas de la televisión y de la industria filmográfica, incluyendo a Pedro Pascal (chileno), Anya Taylor-Joy (argentina), Oscar Isaac (guatemalteco y cubano), Andrés Muschietti (argentino), Camila Morrone (argentina), Alexis Bledel (argentina), Jessica Alba (mexicana), Jennifer Lopez (puertorriqueña), Antonio Banderas (español), María Conchita Alonso (cubana y venezolana), Cameron Diaz (cubana), Salma Hayek (mexicana), Dolores del Río (mexicana), Katy Jurado (mexicana), Chino Moreno (mexicano), Benicio del Toro (puertorriqueño), Penélope Cruz (española), Martin Sheen (español), Rita Hayworth (española), Lupe Vélez (mexicana), Eva Longoria (mexicana), George López (mexicano), Elsa Pataky (española), Paz Vega (española), Edward James Olmos (mexicano), Zoe Saldaña (dominicana), Rita Moreno (puertorriqueña), Anthony Quinn (mexicano), Raquel Welch (boliviana), Sofia Vergara (colombiana), Guillermo del Toro (mexicano) y Robert Rodriguez (mexicano).

### Fuerzas Armadas
Hay una considerable representación latina e hispana en las Fuerzas Armadas de Estados Unidos y el reclutamiento militar es bastante activo en las comunidades latinas de Estados Unidos. Algunos de ellos han servido en Irak o Afganistán, entre otros lugares.

### Ciencia y tecnología
Entre los estadounidenses de origen hispano y latino que hay destacados en el campo de las ciencias encontramos a Luis Walter Álvarez (premio Nobel en física) y a su hijo Walter Álvarez, el primer geólogo que propuso la famosa teoría de la colisión de un asteroide que provocó la extinción de los dinosaurios; Ellen Ochoa (mexicana), pionera en la tecnología espacial y astronauta; Juan R. Cruz, ingeniero aeroespacial de la NASA, o el Lugarteniente Latino Coronel Carlos Noriega (peruano), científico informático y astronauta de la NASA. Aunque no propiamente hispano, el premio Nobel de medicina de 1959 lo ganó el español Severo Ochoa.